# Aida Baraku
Aida Baraku, född den 10 juni 1966 i Pristina i Kosovo, är en albansk sångerska och låtskrivare. Baraku skriver ofta låtar med musik av sin make Armend Rexhepagiqi.
Baraku har skrivit låtar till sångare som Tuna, Jehona Sopi och Anjeza Shahini med flera. Hon har även som journalist skrivit för tidningar som Zëri och Koha Ditore. 2008 skrev hon låten "Njëri nga ata" med musik av Kaliopi. I november samma år ställde Jonida Maliqi upp med låten i Kënga Magjike 10 och vann hela tävlingen. Hon skrev även året dessförinnan låten "Nxënësja më e mirë" som Anjeza Shahini slutade fyra i Kënga Magjike 9 med.